# Studio für Elektronische Komposition Darmstadt
Das Studio für Elektronische Komposition Darmstadt entstand mit seiner Eröffnung am 1. März 1955 im Kranichsteiner Musikinstitut. Mit der Leitung beauftragte die Stadt den Komponisten Hermann Heiß, der sich bereits seit 1951 mit dem Studium elektronischer Musikerzeugung beschäftigte. 1957 privatisierte Hermann Heiß das Studio und richtete es in einem eigenen Gebäude ein. Es war somit eines der ersten privaten Studios für Elektronische Musik in Deutschland und erhielt den Namen Studio für Elektronische Komposition Hermann Heiß Darmstadt. Hermann Heiß entwickelte eine neue Technik für ein Tonbandgerät zur rationelleren Arbeitsweise bei der Produktion elektronischer Klänge und gab ein so ausgerüstetes Tonbandgerät bei der Firma Eberhard Vollmer in Plochingen in Auftrag (System Heiß-Vollmer-Magnetbandgerät 166). In seinem Studio entstanden zahlreiche elektronische Kompositionen auf Tonband, vom Elektronischen Pausezeichen des Hessischen Rundfunks (1955) bis zur Missa für Alt, Tenor und Elektronische Klangmittel (Uraufführung 1964 in Klosterneuburg bei Wien).
Mit Beginn seines Ruhestandes 1963 gab Hermann Heiß die Leitung des Studios ab. Heute sind sämtliche Gerätschaften des Studios im ZKM in Karlsruhe untergebracht. 2004 fand dort eine Einzelausstellung unter dem Titel Klingende Elektronen statt, die sämtliche Originalgeräte des Studios zeigte. Die im Studio entstandenen Tonbandaufnahmen mit Elektronischen Kompositionen wurden 1996 am ZKM für das Internationale digitale elektroakustische Musikarchiv (IDEAMA) digitalisiert und sind in der ZKM-Mediathek für Besucher abrufbar.

## Wichtigste Geräte im Studio
- Heiß-Vollmer Magnetbandgerät (s. o.), welches das Zusammenmischen verschiedener nacheinander angefertigter Tonspuren erlaubt und damit eine 10- bis 20-mal schnellere Erzeugung einer elektronischen Musikproduktion.
- Ringmodulator (von Hermann Heiß selbst gebaut).
- Hallspirale (von Hermann Heiß selbst gebaut).
- Zwei Lautsprecher (von Hermann Heiß selbst gebaut).
- Ein Oszilloskop mit Aufsatz für Experimente in Verbindung von Bild und Ton.